# فایمونوویل

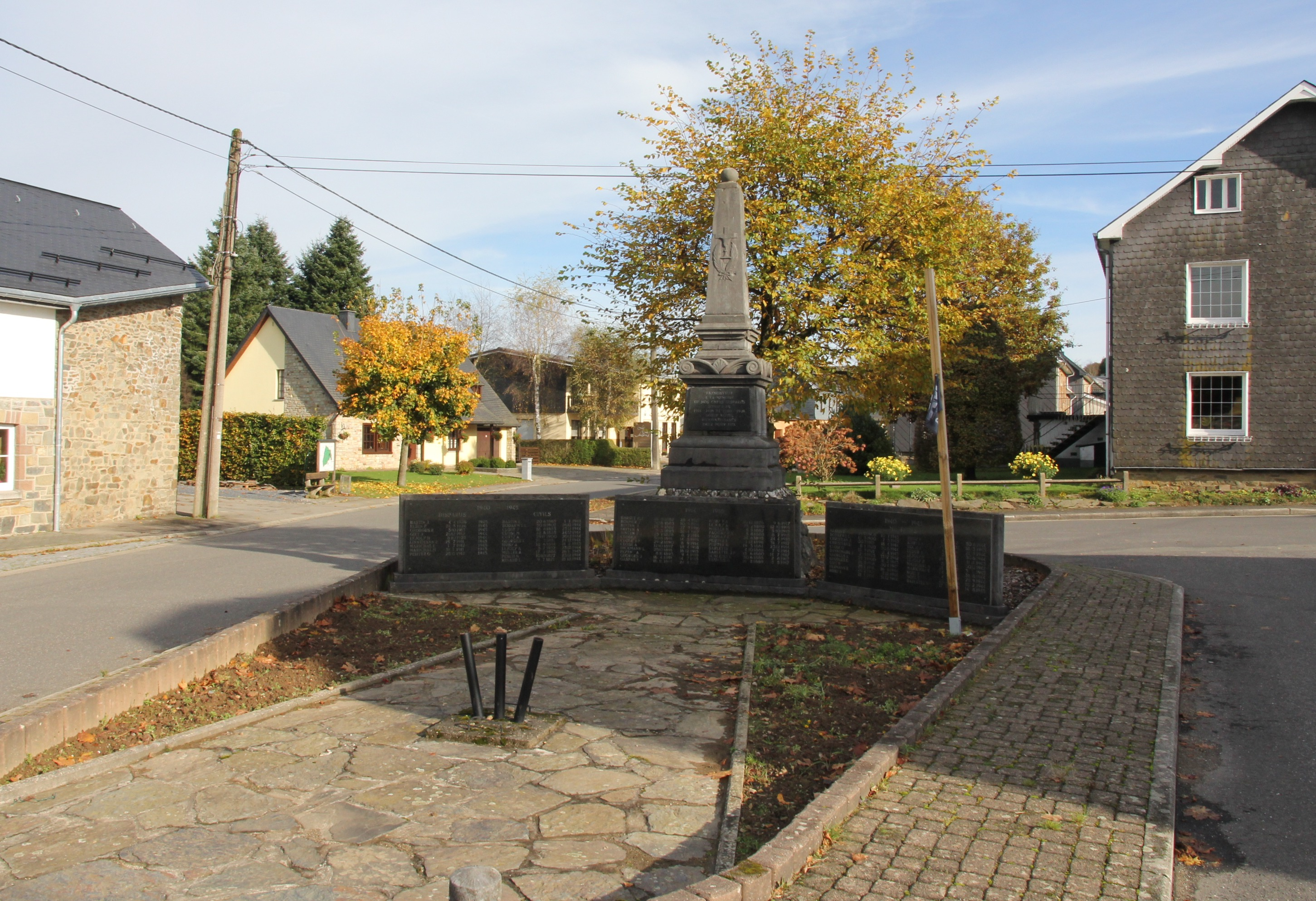
نمایی از بنای یادبود «کشته‌شدگان روستای فایمونوویل بین سال‌های ۱۹۴۰ - ۱۹۴۵» - اکتبر ۲۰۱۴

فایمونوویل روستایی است در بلژیک با یک هزار نفر جمعیت . این روستا در نزدیکی مزر آلمان و در منطقه کوهستانی آردن واقع است صدها سال است که مردم این ناحیه خود را ترک می نامند و پرچم ترکیه علاوه بر پرچم بلژیک و منطقه خودمختار والون به اهتزار در می‌آید. 
اهالی فایمونوویل هرساله در ماه فوریه پشت سر اسب سوارانی که پرچم ترکیه را حمل می نمایند کارناوال برگزار می‌کنند. 
این روستا تولیدکننده نوعی لیکور با نام Turkenblut (خون ترک) می‌باشد و تنها هتل آن نیز Le Vieux Sultan (سلطان سابق) نام دارد. 
در ورودی مرمرین کتابخانه این روستا نیز نقش حکاکی شده ماه و ستاره به چشم می‌خورد و شیشه‌های کتابخانه نیز به موتیفهایی از پرچم ترکیه مزین شده‌است. 
تیم فوتبال روستا با عنوان RFC Turkania (اتحاد جوانان ترک) هم‌اکنون در لیگ آماتور بلژیک با لوگوی پرچم ترکیه بازی می‌کند. 
روایات مختلفی دربارهٔ نامیدن فایمونوویل به نام روستای ترک و سمبل شدن پرچم ترک در این روستا وجود دارد. 
برخی از روستاییان عقیده دارند این سنت از سده هشتم میلادی رایج شده‌است. بنا به این روایت؛ در سال ۷۱۶ میلادی مردم محلی آردن در نبرد آمبلیو بین مسیحیان و مسلمانان، از مسلمانان حمایت نمودند. 
هرچند این احتمال با توجه به اینکه نبرد فوق بین فلامانها و نوستریایی‌ها رخ داده است ضعیف به نظر می‌رسد. 
مشهورترین روایت حاکی از آنست که فایمونوویل‌ها در قرون ۱۶ و ۱۷ میلادی مالیات‌های وضع شده از سوی کلیسا برای مبارزه با ترک‌ها را رد کردند و به همین دلیل ساکنان این منطقه ترک نامیده شدند.